# خوسيه فالديز
خوسيه فالديز (بالإنجليزية: José Valdez)‏ هو لاعب كرة قاعدة دومينيكاوي، ولد في 1 مارس 1990 في Don Gregorio, Dominican Republic ‏ في جمهورية الدومينيكان.

## وصلات خارجية
- خوسيه فالديز على موقع دوري كرة القاعدة الرئيسي (الإنجليزية)
- خوسيه فالديز على موقعبيزبول رفرنس.كوم (الدوري الرئيسي) (الإنجليزية)
- خوسيه فالديز على موقعبيزبول رفرنس.كوم (الدوري الثانوي) (الإنجليزية)
- خوسيه فالديز على موقع إي إس بي إن.كوم (أم.أل.بي) (الإنجليزية)
- خوسيه فالديز على موقع مشجعي الرسوم البيانية (الإنجليزية)